# Chiasmocleis bicegoi
Chiasmocleis bicegoi es una especie de anfibio de la familia Microhylidae. Fue descrita por Miranda-Ribeiro en 1920.
Se encuentra en Brasil.